# Seneffe

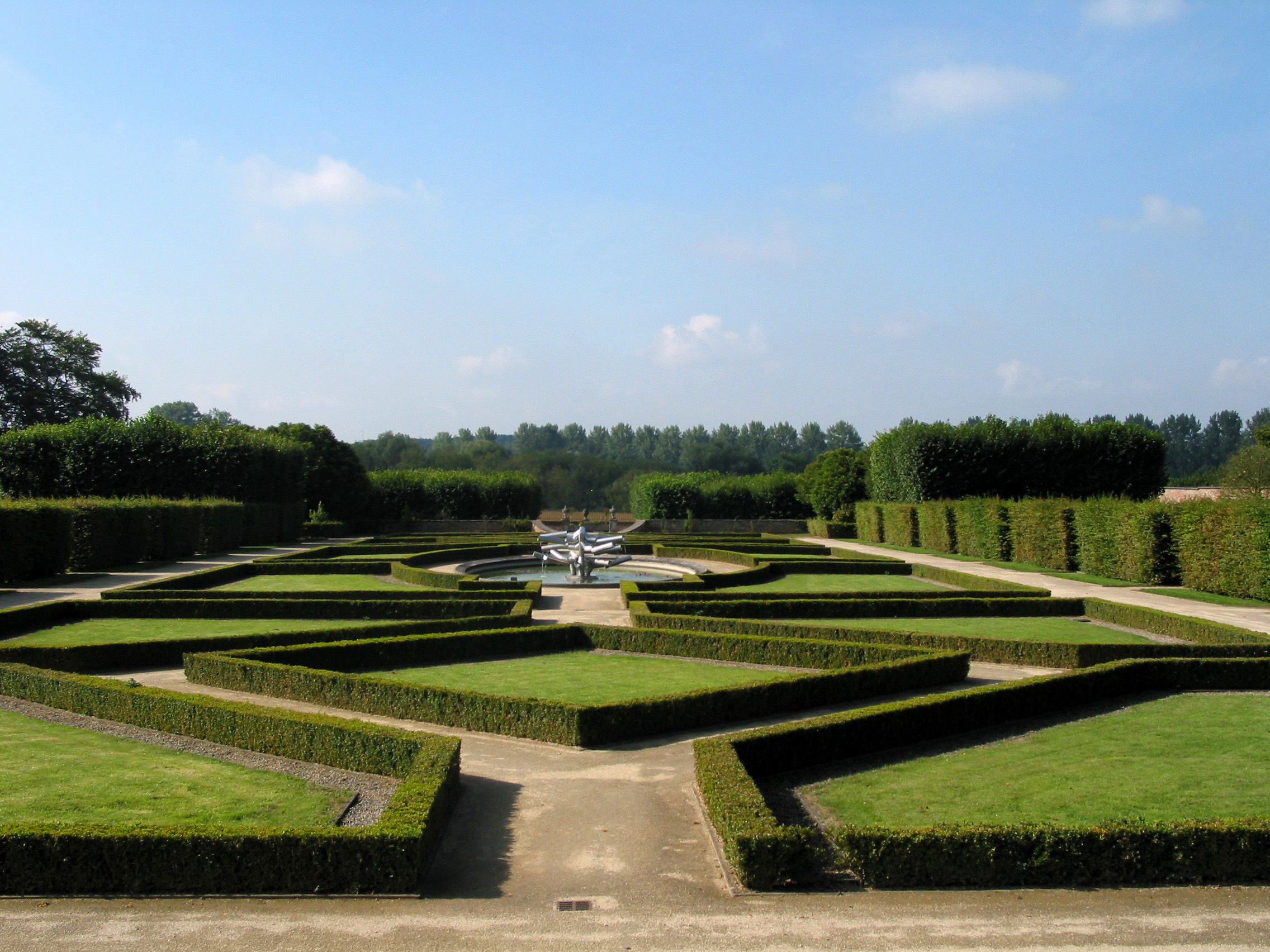
El parc de Seneffe

Seneffe (en való Sinefe) és un municipi de Bèlgica a la província d'Hainaut, que forma part de la regió valona. Té 11.619 habitants segons el cens de 2024, situat als marges del Samme canalitzat.
A més de l'entitat central, els nuclis són Arquennes, Familleureux, Feluy i Petit-Rœulx-lez-Nivelles

## Història
L'11 d'agost de 1674, la batalla de Seneffe hi va tenir lloc. El príncep Lluís II de Borbó-Conti s'hi afrontà a un exèrcit dels aliats neerlandesos, espanyols, austríacs i alemanys, conduït per a Guillem III de la casa d'Orange-Nassau.

## Turisme
- La col·lecció d'orfebreria de la comunitat Francesa de Bèlgica té una exposició permanent al castell de Seneffe. Cada any s'hi organitzen també exposicions temporals d'orfebreria moderna.
- El port de Seneffe: port turístic al Braç de Bellecourt del canal Brussel·les-Charleroi

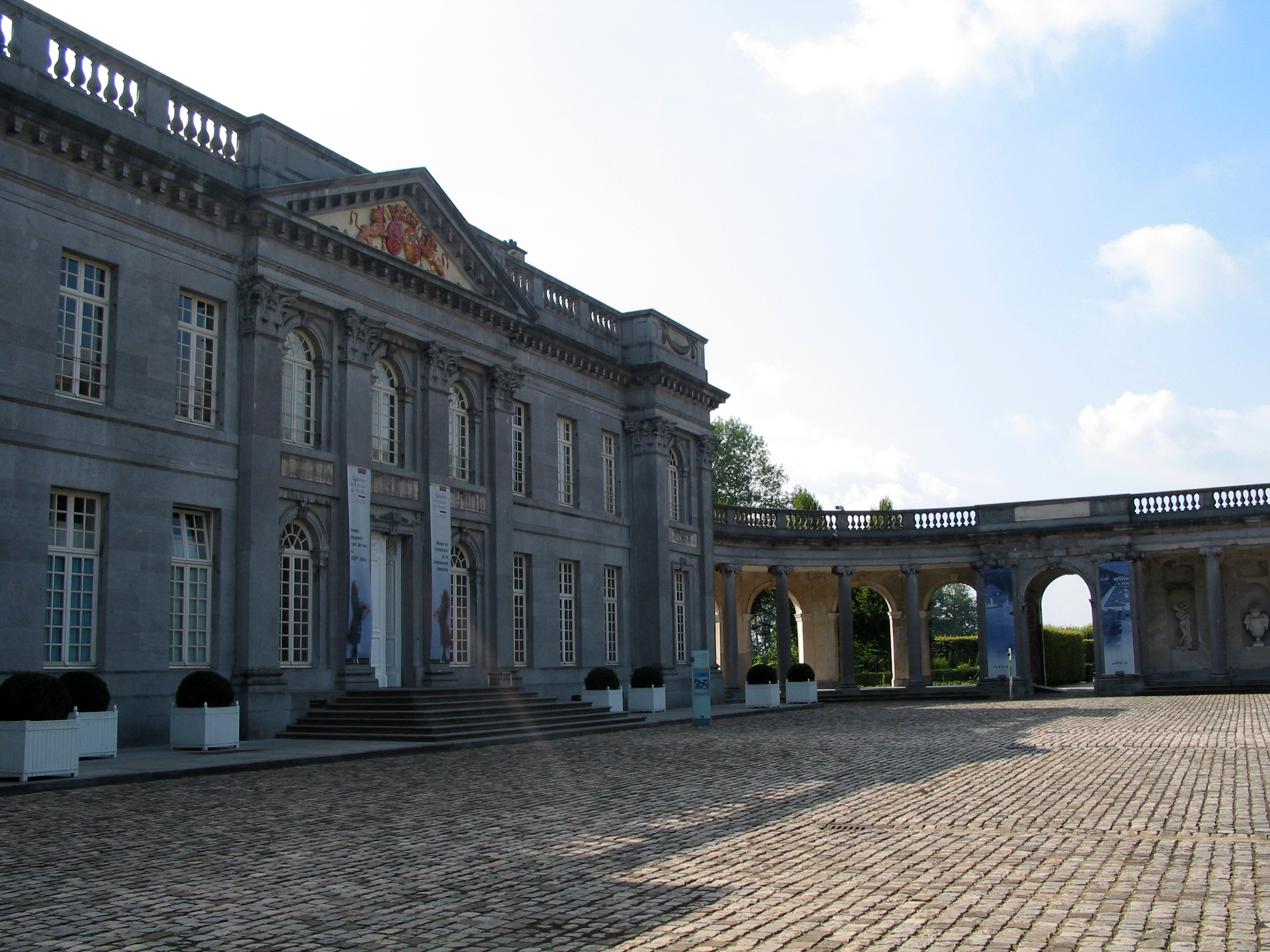
El castell de Seneffe
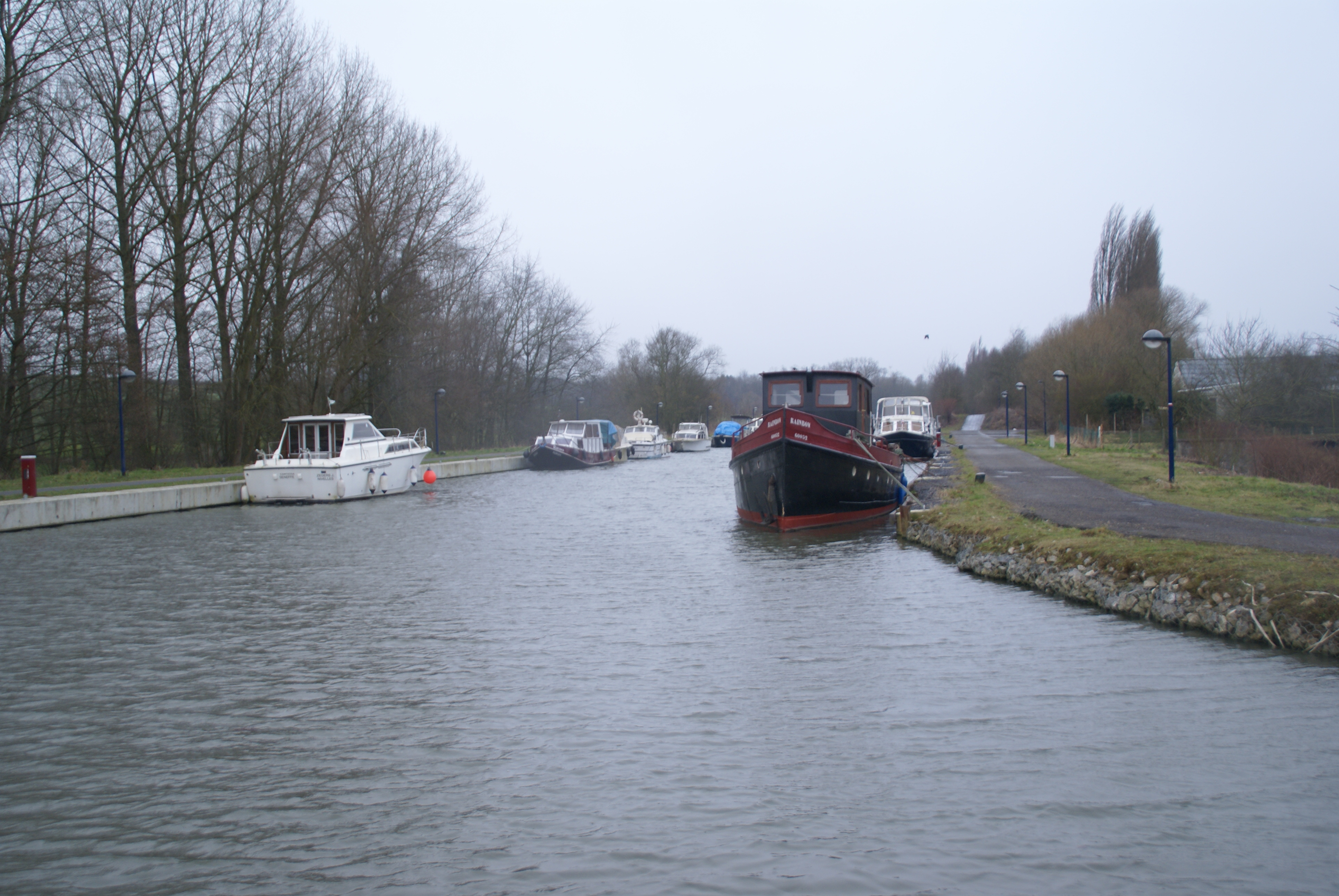
El port de Seneffe
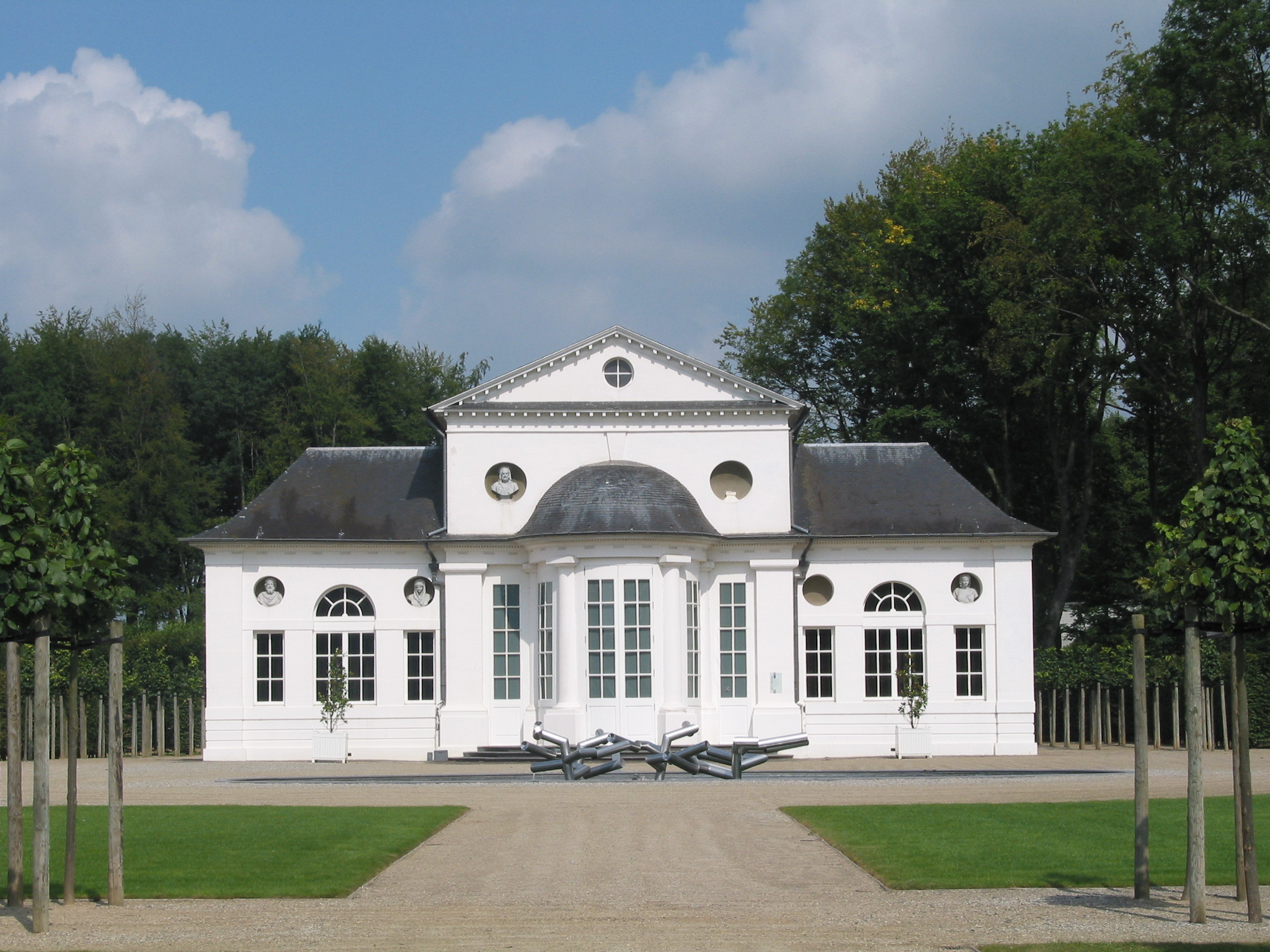
El teatre del castell
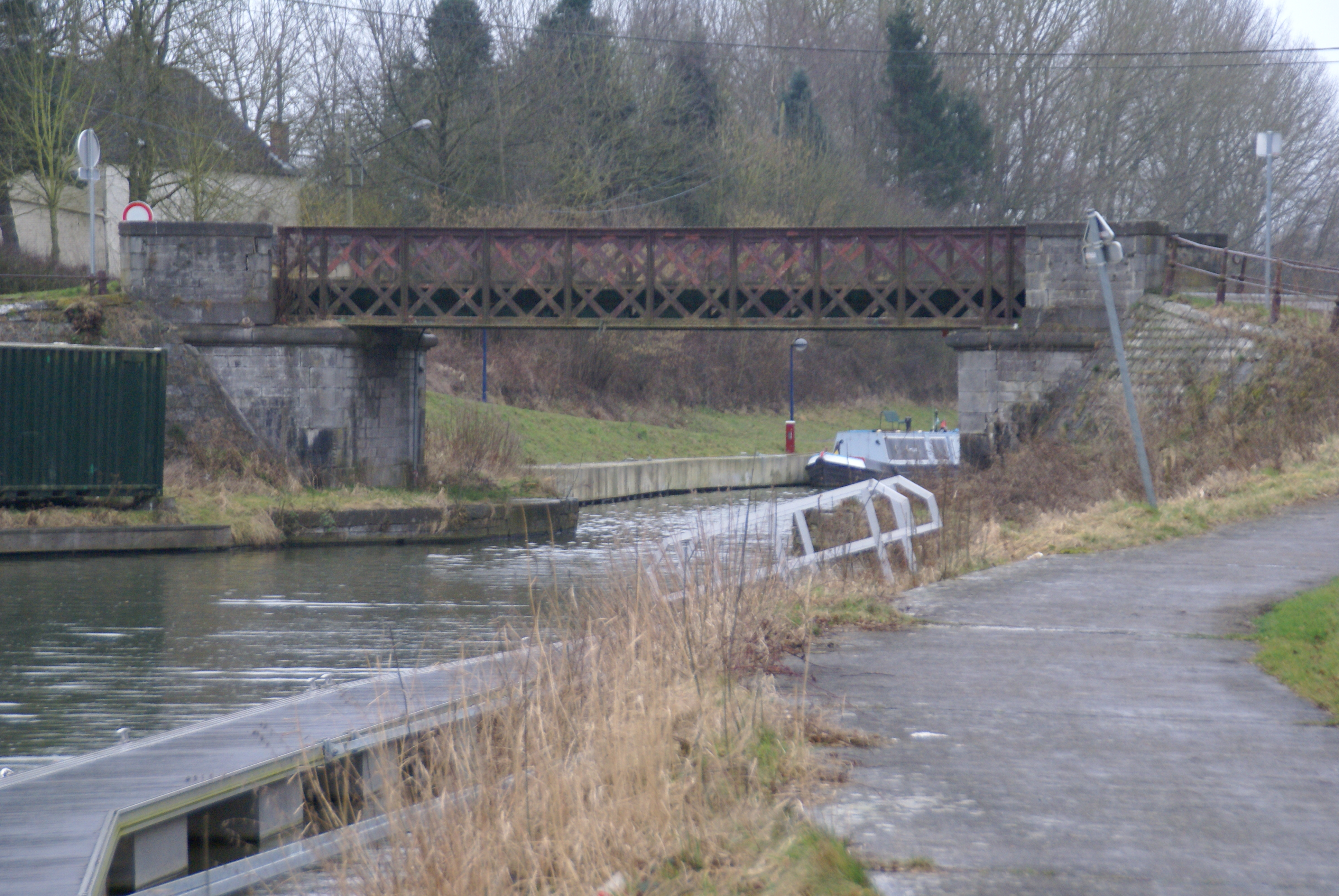
Pont del Blocus al Braç de Bellecourt